# Jean-Claude Risset
Jean-Claude Risset (francès: [ʁisɛ]; 13 de març de 1938 - 21 de novembre de 2016) va ser un compositor francès, conegut sobretot per les seves contribucions pioneres a la música per ordinador. Risset era un antic alumne d'André Jolivet i antic company de feina de Max Mathews als Bell Labs.
Risset va néixer a Le Puy-en-Velay, França. En arribar a Bell Labs, Nova Jersey, el 1964, va utilitzar el programari MUSIC IV de Max Mathews per recrear digitalment els sons dels instruments de llautó. Va fer enregistraments digitals de trompetes i va estudiar la seva composició timbral mitjançant eines d’anàlisi d’espectre "sincronitzades de to", revelant que l’amplitud i la freqüència dels harmònics (més correctament, parcials) d’aquests instruments diferirien en funció de la freqüència, la durada i l’amplitud. També se li atribueix la realització dels primers experiments sobre una sèrie de tècniques de síntesi, incloses la síntesi de FM i la forma d'ones.

Després de l'escala discreta de Shepard, Risset va crear una versió de l'escala on els passos entre cada to són continus, i s'anomena adequadament l'escala de Risset contínua o Glissando Shepard-Risset.
| A Shepard-Risset glissando |
|                            |
|                            |
|                            |

Risset també ha creat un efecte similar amb el ritme en què el tempo sembla augmentar o disminuir sense parar.
| Risset's rhythmic effect - a breakbeat that accelerates forever |
|                                                                 |
|                                                                 |
|                                                                 |

Risset va ser el cap del departament d’informàtica de l’ IRCAM (1975-1979). Al MIT Media Labs, va compondre el primer Duet per a un pianista (1989). Pel seu treball en música per ordinador i les seves 70 composicions, va rebre el primer Golden Nica (Premi Ars Electronica, 1987), el Gran Premi Giga-Hertz 2009, i els màxims premis francesos en ambdues músiques (Grand Prix National de la Musique, 1990) i ciència (Medalla d’Or, Centre National de la Recherche Scientifique, 1999).
Risset va morir a Marsella el 21 de novembre de 2016.

## Obres de Jean-Claude Risset
Música vocal
- Dérives, per a cor i cinta magnètica (1985) 15'
- Inharmonique, per a soprano i cinta (1977) 15'

Música orquestral
- Escales, per a gran orquestra (2001) 17'
- Miratges, per a 16 músics i cinta (1978) 24'

Música de cambra
- Perfils, per a 7 instruments i cinta (1983) 18'
- Mutacions II per a conjunt i electrònica (1973) 17'

Música solista
- Trois études en duo, per a pianista (piano MIDI bidireccional amb interacció per ordinador) (1991) 10'
- Huit esquisses en duo, per a pianista (piano MIDI bidireccional amb interacció amb ordinador) (1989) 17'
- Voilements, per a saxo i cinta (1987) 14'
- Passatges per a flauta i cinta (1982) 14'
- Variants per a violí i processament digital (1995) 8'

Música per a cinta sola
- Invisible Irène (1995) 12'
- Sud (1985) 24'
- Songes (1979) 10'
- Trois mouvements newtoniens, per a cinta (1978) 13'
- Mutacions (1969) 10'
- Suite informàtica de Little Boy (1968) 13'